# Halls babbelaar
De Halls babbelaar (Pomatostomus halli) is een zangvogel uit de familie Pomatostomidae. Deze vogel is genoemd naar de Australische filantroop Harold Wesley Hall (1888-1964) die de expeditie waarin deze vogel werd ontdekt had gefinancierd.

## Verspreiding en leefgebied
Deze soort is endemisch in het oostelijke deel van Centraal-Australië.

## Status
De grootte van de populatie is niet gekwantificeerd maar de soort wordt omschreven als plaatselijk vrij algemeen. Op de Rode lijst van de IUCN heeft deze soort de status niet bedreigd.